# Man nennt mich jetzt Mimi...
Man nennt mich jetzt Mimi... ist eine Komödie des DDR-Fernsehens aus dem Jahr 1976. In den Hauptrollen sind Ursula Werner und Carl Heinz Choynski zu sehen.

## Handlung
Ein junges Ehepaar versucht kurz nach ihrer Hochzeit nun zu klären, wer von beiden es im Alltag eigentlich leichter hat. Um dieser Frage auf den Grund zu gehen machen Anna und Peter im gemeinsamen Urlaub ein Experiment. Peter schlüpft dabei in die Rolle einer Frau und Anna schlüpft in die Rolle eines Mannes. Und bei diesem Experiment müssen beide so einige Abenteuer bestehen...

## Produktion und Hintergründe
Der Film erlebte seine Erstausstrahlung am 5. November 1976 zur Hauptsendezeit im 1. Programm des DDR-Fernsehens. Er wurde danach noch mehrmals im Fernsehen wiederholt.